# Salem (condado de Fulton)
Salem é uma cidade localizada no estado americano de Arkansas, no Condado de Fulton.

## Demografia
Segundo o censo americano de 2000, a sua população era de 1591 habitantes.
Em 2006, foi estimada uma população de 1558, um decréscimo de 33 (-2.1%).

## Geografia
De acordo com o United States Census Bureau, a localidade tem uma área de 7,0 km², sem área coberta por água. Salem localiza-se a aproximadamente 202 m acima do nível do mar.

## Localidades na vizinhança
O diagrama seguinte representa as localidades num raio de 32 km ao redor de Salem.